# Anisakis schupakovi
Anisakis schupakovi is een rondwormensoort uit de familie van de Anisakidae. De wetenschappelijke naam van de soort is voor het eerst geldig gepubliceerd in 1951 door Mosgovoi.